# La Ventafocs (pel·lícula de 1950)
La Ventafocs (títol original en anglès, Cinderella) és una pel·lícula d'animació estatunidenca de 1950, dirigida per Clyde Geromini, Wilfred Jackson, i Hamilton Lusk i produïda per Walt Disney, basada en el conte popular homònim de Charles Perrault.

## Argument
La Ventafocs és una dolça i bella jove que després de les morts del seu pare i de la seva mare es veu obligada a fer de serventa de la seva malvada madrastra i de les seves dues malvades germanastres, que l'exploten, mentre elles malgasten la fortuna del seu difunt pare i de la seva difunta mare. Un dia, arriba una invitació a un gran ball que ofereix el príncep, el fill del rei del regne, ja que aquest cerca la seva futura esposa. La Ventafocs veu l'oportunitat de, per una vegada, sentir-se com les altres noies de la seva edat de poder assistir al ball del príncep. Tanmateix, la seva malvada madrastra i les seves dues malvades germanastres no li ho posaran gens fàcil a la Ventafocs per poder assistir al ball del príncep.
Amb l'ajuda de la vareta màgica de la seva fada padrina i també de la seva fada padrina i dels seus amics, els animals de la casa, la Ventafocs obté un bonic vestit de princesa i també un parell de sabates de cristall o de vidre i una carrossa, un cotxer, uns cavalls i un lacai per a anar al ball del príncep. Allà, el príncep s'enamora de la Ventafocs, la misteriosa noia i princesa, que marxa corrent a les dotze en punt de la nit, deixant enrere en la fugida una sabateta de vidre o de cristall, que el príncep fa emprovar a totes les joves per tal de retrobar-la. Malgrat els intents d'amagar-la del príncep per part de la seva malvada madrastra i les seves dues malvades germanastres, finalment el príncep aconsegueix trobar-la i es produeix el casament esperat del príncep, el fill del rei, amb la Ventafocs.

## Curiositats
- Segons Alan Alonso, un dels directors d'animació de la pel·lícula, es va filmar aproximadament el 90% de la pel·lícula en imatge real abans de ser animada.
- Quan la Ventafocs canta mentre neteja el terra, es poden veure com tres bombolles formen el cap de Mickey Mouse i d'Alan fent un petó a la Ventafocs.
- En l'escena en què el príncep persegueix la Ventafocs es pot veure que al príncep el bloquegen diverses donzelles i una té el mateix pentinat que Wendy Darling de Peter Pan.

## Guardons
Premis
- Festival Internacional de Cinema de Venècia (1950): Premi especial[4]
- Festival Internacional de Cinema de Berlín (1951): Os d'Or a la millor pel·lícula i premi especial del públic.[5]
- Young Artist (1999): Premi Former Child Star Lifetime Achievement[cal citació]

Nominacions
Va ser nomenada a tres Oscars: millor banda sonora, millor cançó i millor so.